# Арон Ейнар Гюннарссон
Заголовок цієї статті — це ісландське ім'я, де Арон — особове ім'я, а Гюннарссон — ім'я по батькові. 
Арон Ейнар Гюннарссон (ісл. Aron Gunnarsson, нар. 22 квітня 1989, Акурейрі) — ісландський футболіст, півзахисник клубу «Аль-Арабі», капітан національної збірної Ісландії.

## Клубна кар'єра
Народився 22 квітня 1989 року в місті Акурейрі. Вихованець футбольної школи клубу «Тор». Дорослу футбольну кар'єру розпочав 2005 року в основній команді того ж клубу, в якій провів один сезон, взявши участь у 11 матчах чемпіонату. 
Своєю грою за цю команду привернув увагу представників тренерського штабу клубу АЗ, до складу якого приєднався 2007 року. Відіграв за команду з Алкмара наступний сезон своєї ігрової кар'єри.
У 2008 році уклав контракт з клубом «Ковентрі Сіті», у складі якого провів наступні три роки своєї кар'єри гравця.  Більшість часу, проведеного у складі «Ковентрі Сіті», був основним гравцем команди.
До складу клубу «Кардіфф Сіті» приєднався 2011 року. Відтоді встиг відіграти за валійську команду понад 200 матчів у національному чемпіонаті.
У 2019 році Арон підписав контракт с клубом з Катару «Аль-Арабі».
Арон славиться своїми вкиданнями м'яча з ауту, після яких м'яч долітає до середини штрафного майданчика.

## Виступи за збірні
Протягом 2011–2013 років залучався до складу молодіжної збірної Ісландії. На молодіжному рівні зіграв у 11 офіційних матчах, забив 1 гол.
У 2012 році дебютував в офіційних матчах у складі національної збірної Ісландії. Наразі провів у формі головної команди країни 91 матч, забивши 2 голи.
Арон Гюннарссон є учасником Євро-2016 у Франції і чемпіонату світу 2018 року в Росії.

## Особисте життя
Старший брат Арона Арноур Тор Гюннарссон є гравцем національної збірної Ісландії з гандболу.

## Титули і досягнення
- Володар Кубка Еміра Катару (2):

«Аль-Арабі»: 2023
«Аль-Гарафа»: 2025